# Sonhos e Memórias
Sonhos e Memórias (1941-1972) é o oitavo álbum de estúdio do cantor e compositor brasileiro Erasmo Carlos, lançado em 1972. Considerado um dos discos mais importantes da carreira do músico, destaca-se por seu caráter autobiográfico e reflexivo, o que se reflete no fato de que todas as faixas do álbum foram compostas por Erasmo e seu maior parceiro musical, Roberto Carlos.
Segundo Pedro Alexandre Sanches, Sonhos e Memórias é "o álbum mais manso de todos os tempos, [...] todo bordado em serenas canções praieiras, mais um samba-rock de arromba com Roberto ("Mané João", inspirado no triângulo amoroso de "Domingo no parque", de Gilberto Gil). O gigante se torna gigante gentil".

## Faixas
Todas as faixas compostas por Erasmo Carlos e Roberto Carlos, exceto onde indicado.
Lado A
| N.º | Título                   | Compositor(es) | Duração |  |
| 1.  | "Largo da 2ª Feira"      |                | 2:56    |  |
| 2.  | "Mané João"              |                | 3:15    |  |
| 3.  | "Bom Dia, Rock 'n' Roll" |                | 3:12    |  |
| 4.  | "Grilos"                 |                | 2:59    |  |
| 5.  | "Minha Gente"            |                | 4:42    |  |
| 6.  | "Mundo Cão"              |                | 3:21    |  |

Lado B
| N.º | Título                       | Compositor(es) | Duração |  |
| 7.  | "Sorriso Dela"               |                | 3:07    |  |
| 8.  | "Sábado Morto"               |                | 4:18    |  |
| 9.  | "É Proibido Fumar"           |                | 2:47    |  |
| 10. | "Vida Antiga"                |                | 3:23    |  |
| 11. | "Meu Mar"                    |                | 4:22    |  |
| 12. | "Preciso Encontrar Um Amigo" |                | 2:49    |  |

| Faixas bônus da reedição de 2002 | |                                                                      |         |  |
| N.º                              | Título | Compositor(es)                                                       | Duração |  |
| 13.                              | "Me Acende Com Teu Fogo (Ao vivo na Phono 73)"                                                                  |                                                                      |         |  |
| 14.                              | "Medley: Sentado à Beira do Caminho / Foi Assim (Juventude e Ternura) / Festa de Arromba (Ao vivo na Phono 73)" | Wanderléa, Erasmo Carlos / Wanderléa / Roberto Carlos, Erasmo Carlos |         |  |